# 秘客
秘客（英語：Magik）是美國漫威漫畫旗下的一名超級英雄，初次登場於《Giant-Size X-Men》 第一期（1975年5月），由編劇倫.韋恩和畫師戴夫.科克倫姆聯合創造。秘客的本名為伊莉安娜·拉斯普廷（Illyana Rasputine），是鋼人的妹妹，一名新變種人，能力是空間傳送，在地獄邊緣空間Limbo修習黑魔法，可以用自己的靈魂幻化出一把魂之利刃，是X戰警的成員。

## 其他媒體

### 影集
- 伊莉亞娜·拉斯普蒂娜出現在《X戰警 (動畫)》episode "Red Dawn"[1],由Tara Strong配音[2]。
- 伊莉亞娜·拉斯普蒂娜 / Magik 原定規畫出現在《金鋼狼與X戰警》，但因影集被取消[3]。
- 伊莉亞娜·拉斯普蒂娜 / Magik 出現在《X戰警 '97》 episode "Fire Made Flesh"[4],由Courtenay Taylor配音[5]。

### 電影
- X戰警系列電影
  - 《變種人》（2020年）：秘客由安雅·泰勒-喬伊飾演[6]。

### 遊戲
- 《漫威：未來之戰》：手機遊戲，秘客是玩家可使用角色之一。
- 《漫威超級戰爭》：戰士英雄
- 《漫威：未來革命》：手機遊戲，秘客是玩家可使用角色之一。
- 《漫威午夜之子》：多平台遊戲，秘客是玩家可使用角色之一。
- 《漫威爭鋒》：由艾比·特洛特（英语：Abby Trott）配音。